# Tripogandra disgrega
Tripogandra disgrega là một loài thực vật có hoa trong họ Commelinaceae. Loài này được (Kunth) Woodson miêu tả khoa học đầu tiên năm 1942.